# Marta Martin
Marta Alicia Martin (n. 10 septembrie 1966, Medina⁠(d), Ohio, SUA) este o actriță americană de film și televiziune.  

## Biografie
Martin s-a născut în Medina, Ohio. Are origini parțial mexicane din partea mamei sale. Ea este unul dintre cei patru copii. S-a mutat în California la 19 ani. 
În 1987, Martin a venit la Los Angeles într-un autobuz Greyhound Lines cu 500$. După o serie de roluri ciudate, ea a primit primul ei rol de film (sub numele de "Marta Alica") în filmul Mindwarp  alături de Bruce Campbell.  

## Filmografie
- Star Trek: Un nou început (2009) - tehnician medical #2
- Christmas in Paradise (2007)
- Shark (1 episod, 2007)
- Skills Like This (2007)
- Eyes (1 episod, 2007)
- Brothers & Sisters (1 episod, episod pilot netransmis 2007)
- CSI: Miami (1 episod, 2004)
- CSI: NY (1 episod, 2004)
- Without a Trace (1 episod, 2003)
- CSI: Crime Scene Investigation (1 episod, 2002)
- City of Angels (1 episod, 2000)
- Any Day Now (1 episod, 1999)
- NYPD Blue (2 episoade, 1994–1999)
- Dharma & Greg (1 episod, 1998)
- Team Knight Rider (2 episoade, 1998)
- Players (2 episoade, 1997)
- Diagnosis Murder (1 episod, 1997)
- Silk Stalkings (1 episod, 1996)
- JAG (1 episod, 1995)
- Ned & Stacey (2 episoade, 1995)
- Body Chemistry 4: Full Exposure (1995)
- Murder, She Wrote (1 episod, 1995)
- Danger Theatre (1 episod, 1993)
- Mindwarp (1992)
- Monday Morning (1990)